# The Manhattan Project (album)
| Recensione | Giudizio |
| ---------- | -------- |
| AllMusic   | [ 1 ]    |

The Manhattan Project è un album discografico a nome di The Manhattan Project Featuring Wayne Shorter, Michel Petrucciani, Stanley Clarke, Lenny White, Gil Goldstein, Pete Levin, pubblicato nel 1990 dalla casa discografica Blue Note Records.

## Tracce

### CD
1. Old Wine, New Bottles – 6:35 (Lenny White)
2. Dania – 7:38 (Jaco Pastorius)
3. Michel's Waltz – 4:44 (Michel Petrucciani)
4. Stella by Starlight – 8:45 (Ned Washington, Victor Young)
5. Goodbye Pork Pie Hat – 9:11 (Charles Mingus)
6. Virgo Rising – 5:41 (Wayne Shorter)
7. Nefertiti – 8:39 (Wayne Shorter)
8. Summertime – 8:49 (Ira Gershwin, George Gershwin)

## Musicisti
- Wayne Shorter - sassofono tenore, sassofono soprano
- Michel Petrucciani - pianoforte
- Stanley Clarke - contrabbasso, basso elettrico
- Lenny White - batteria
- Gil Goldstein - tastiere
- Pete Levin - tastiere

Note aggiuntive
- Lenny White - produttore
- Michael Cuscuna e Stephen Reed - produttori esecutivi
- Lenny White e Gil Goldstein - arrangiamenti
- Registrazioni effettuate il 16 dicembre 1989 al Chelsea Studios di New York City, New York (Stati Uniti)
- Alec Head - ingegnere delle registrazioni
- Ron McMaster - mastering
- Carol Friedman - art direction copertina album
- Patrick Roques - design album
- Michel Delsol - fotografia copertina album
- Mark Weiss - fotografie[2]